# Die Wurzeln des Lebens

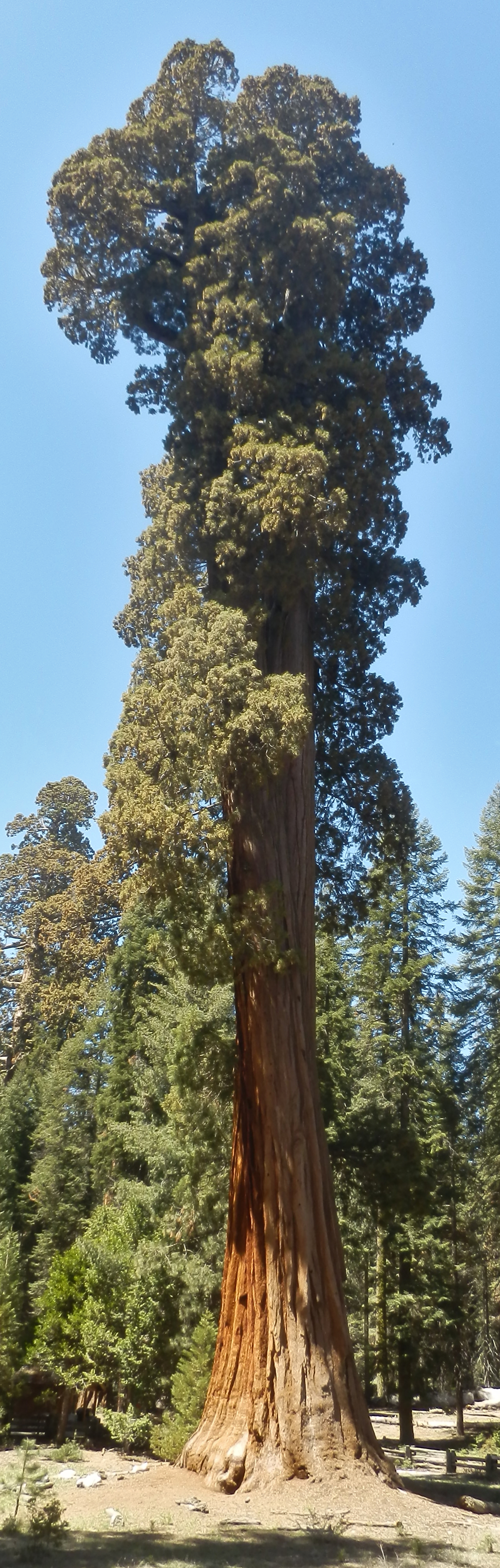
Olivia und Nicholas verhindern durch ihre Besetzung fast ein Jahr lang die Abholzung eines tausendjährigen Mammutbaums

Die Wurzeln des Lebens (Originaltitel: The Overstory) ist der zwölfte Roman des US-amerikanischen Schriftstellers Richard Powers. Er ist 2018 erschienen und erzählt, vorwiegend im Westen der Vereinigten Staaten handelnd, von neun Protagonisten, deren Leben in besonderer Weise mit Bäumen verbunden ist und von denen manche als Aktivisten mit Baumbesetzungen für den Schutz der Bäume vor Abholzung protestieren.

## Inhalt
Der Roman ist in vier Teile gegliedert, deren Namen sich auf die Bestandteile eines Baums beziehen.

### Wurzeln
Dieser Teil stellt in acht Kapiteln die neun Protagonisten des Romans vor.
Nicholas Hoel ist, in der 5. Generation, Nachfahre eines norwegischen Einwanderers, der auf seiner Farm in Iowa im 19. Jahrhundert 6 Kastanienbäume gepflanzt hat. Nur eine der Pflanzen übersteht die Jahrzehnte, in denen, ausgelöst durch Parasiten aus Asien, nahezu der komplette Bestand an Kastanienbäumen in Nordamerika abstirbt, und entwickelt sich zum mächtigsten Baum in der ganzen Gegend und zum Symbol der Familie, die durch monatliche Fotografien sein Wachstum dokumentiert. Als Nicholas in seinem letzten Studienjahr an der Kunstakademie in Chicago zu Weihnachten seine Eltern besucht, findet er sie tot vor, gestorben an einer Kohlenmonoxidvergiftung.
Mimi Ma ist Keramikingenieurin und Tochter eines chinesischen Einwanderers, dessen Vater ihm 1948 u. a. drei wertvolle Ringe, Vergangenheit, Gegenwart und Zukunft repräsentierend, auf die Reise mitgibt. Sih Hsuin Ma nennt sich in den USA Winston Ma und wohnt mit Frau und drei Töchtern in Wheaton, Illinois, wo er in seinem Garten einen in seiner chinesischen Philosophie, wie der dritte Ring, die Zukunft symbolisierenden Maulbeerbaum pflanzt. Als der Baum durch Bakterienbefall immer kränker wird, seine Frau sich in ihre religiöse Welt einspinnt und die Töchter wegziehen, beendet er im Garten durch einen Pistolenschuss sein Leben. Mimi Ma erhält bei der Verlosung unter den Schwestern den dritten Ring.
Adam Appichs Vater pflanzt für jedes seiner fünf Kinder einen Baum, z. B. einen Ahorn für den 1963 geborenen Adam. Dieser entwickelt sich von Anfang an im Gegensatz zu seinen Geschwistern zu einem Einzelgänger mit besonderen Interessen. Anfangs beobachtet er die vielen kleinen Lebewesen der Natur und sammelt alles Mögliche wie Eulengewölle und Vorgelnester, später macht er sorgfältige Feldstudien über die Ameisenwanderungen. Doch nach der erfolglosen Teilnahme an einem Wissenschaftswettbewerb bricht er diese Phase ab und sein Leben gerät aus der Bahn. Das zufällig entdeckte Buch eines Psychologen mit dem Titel „Der Affe in uns“ bedeutet für sein Leben die Wende, er empfindet sich als bekehrt und ist motiviert, Psychologie zu studieren.
Der Jurist Ray Brinkman und die Gerichtsstenografin Dorothy Cazaly beginnen 1974 in St. Paul ihre wechselhafte und mehrmals unterbrochene Beziehung nach einem gemeinsamen Auftritt in einer Amateurtheateraufführung von Shakespeares Macbeth. Symbolträchtig spielt er den durch einen Baum getarnten Angreifer Mcduff, sie die belagerte Lady. Während Ray seine Freundin fest an sich binden und heiraten möchte, fürchtet sie immer wieder um ihre Selbständigkeit und stimmt einer Ehe erst nach seinen Versicherungen getrennter Konten zu. Nachdem Dorothy bei der Kollision ihres Autos mit einer Linde leicht verletzt wurde, willigt sie in seinen Vorschlag ein, jedes Jahr zum Hochzeitstag in ihrem Garten einen Baum zu pflanzen.
Douglas Pavlicek hat eine bewegte Biographie: mit 17 Jahren verwaist, mit 19 Teilnahme am Stanford-Prison-Experiment, im Vietnamkriegsgebiet als Lademeister bei Sprengstoff- und Militärgeräte-Frachtflügen der US-Armee im Einsatz und an der Entlaubung der Wälder mit Agent Orange beteiligt. Nach dem Absturz seiner Maschine bleibt sein Fallschirm in einem Feigenbaum hängen, der ihn so vor dem tödlichen Aufprall bewahrt. Als Invalide und Veteran lebt er dann in Idaho, wechselt mehrmals Arbeitsstellen und Beziehungen und fährt schließlich nach Westen ins Bergland. Hier hat er ein Schlüsselerlebnis, als er großflächige Waldrodungen entdeckt. Er findet Erfüllung in einem Leben in der Natur und pflanzt als Waldarbeiter auf den gerodeten Flächen Tausende von Douglasien-Stecklinge an.
Neelay Mehta wird in seiner Kindheit in San José von seinem Vater, einem Spezialisten für Festkörperphysik, der aus Indien in die USA eingewandert ist, im Programmieren trainiert und dadurch immer mehr in eine virtuelle Computerwelt mit Phantasiegeschöpfen und damit zu einer Entfremdung von der alltäglichen Realität geführt. Nach einem Konflikt mit seiner Literaturlehrerin klettert Neelay aus Furcht vor den häuslichen Folgen auf eine riesige Steineiche, stürzt ab und ist seither querschnittgelähmt auf einen Rollstuhl angewiesen. Er studiert sechs Jahre später Informatik an der Stanford University und entwickelt privat Freeware-Computerspiele. Dann kommt er auf die Idee, mit seinen Programmen Geld zu verdienen und das Studium abzubrechen. Für neue Szenerien seiner projektierten Saga inspirieren ihn exotische, ungewöhnlich geformte Bäume auf dem Campus. Er will die Natur künstlich nachbauen und immer mehr perfektionieren.
Patricia Westerford hat seit ihrer Kindheit in den 1950er Jahren Hör- und Sprechprobleme. Mehr als in der Realität lebt Patty in einer animistischen Naturmärchenwelt. Ihr Lieblingsbuch ist Ovids Metamorphosen mit dem ihr Leben bestimmenden ersten Satz: In neue Gestalten verwandelte Wesen will ich besingen. Als Kind begleitet sie ihren Vater, einen landwirtschaftlichen Berater, bei seinen Touren zu Farmen in Ohio und lernt dabei viel über Pflanzen. Dieses Wissen hilft ihr bei ihrem Botanikstudium in Kentucky. Promoviert mit einer Arbeit über Tulpenbäume, arbeitet sie als Dozentin und Forscherin und veröffentlicht ein Paper über ihre Erkenntnis, dass Bäume als Lebewesen mit einem Bewusstsein über ein biochemisches Netzwerk miteinander kommunizieren und sich z. B. solidarisch vor feindlichen Bakterien warnen. Anfänglich findet sie für ihre Forschungsidee viel öffentliches Interesse, doch durch deutliche Kritik von Professoren an ihrer Theorie leidet ihre Reputation als Wissenschaftlerin erheblich, sodass sie ihre Arbeit verliert. Fortan schlägt sie sich mit Gelegenheitsjobs durch und lebt in den achtziger Jahren eine Zeitlang ohne feste Wohnung in einer Gemeinschaft mit den Pflanzen in den alten Wäldern im Nordwesten. Später erhält sie eine Anstellung als Waldaufseherin der Forstverwaltung und trifft zufällig auf Wissenschaftler, die ihre Vorstellung vom Naturwald mit seinem Leben-Sterben-Leben-Kreislauf und ihre Theorie bestätigen und ihr helfen, wieder als Forscherin zu arbeiten, sich zu rehabilitieren und Anschluss an eine Gruppe Gleichgesinnter zu finden.
Olivia Vandergriffs dreijähriges Studentenleben wird weniger von ihrem Versicherungsmathematikstudium als von Drogenpartys, Sex mit Trancemusik und einer Frühlingslaunenehe mit zweijährigem Streit bestimmt. Für Bäume hat sie kein Interesse und die Zeder vor dem Haus ihrer studentischen WG nimmt sie kaum wahr. Nun, im Dezember 1989, ist die Scheidung von ihrem Mann Davy rechtskräftig und sie hofft, irgendwie die Abschlussprüfung zu schaffen und dann ihr Leben zu ordnen. Doch unter dem Einfluss von Drogen stehend, bekommt sie durch einen Kontakt ihrer nassen Hände mit der Elektroleitung einen Stromschlag und Herzstillstand.

### Stamm
Die Handlungsstränge des 1. Teils werden im Jahr 1990 weitergeführt und im Laufe einer ca. zweijährigen Entwicklung nach und nach miteinander verbunden. Dabei entsprechen die persönlichen Beziehungen der Protagonisten ihrer Einstellung zu Bäumen.
Im Zentrum stehen sechs der neun Hauptpersonen: die Wissenschaftlerin Patricia Westerford und fünf idealistische Umweltaktivisten, die mit Methoden des passiven Widerstands und zivilen Ungehorsams für den Erhalt der jahrhundertealten Bäume in den Gebirgen im Nordwesten der USA kämpfen und sich aus Enttäuschung über ihre Niederlagen radikalisieren.
1. Patricia Westerford setzt ihre Studien über den Kreislauf des Lebens und die Vernetzung der Bäume fort und kann sich als Wissenschaftlerin rehabilitieren. In einer abgelegenen Hütte schreibt sie das an eine breite Öffentlichkeit gerichtete und bewusst auf emotionale Wirkung geschriebene Buch Der geheime Wald. Es wird zu einem Bestseller und beeinflusst u. a. auch die fünf Aktivisten. Aufgrund ihrer fachlichen Reputation wird sie als Gutachterin in einem Gerichtsprozess über einen Einspruch von Umweltverbänden gegen Rodungen geladen. Sie argumentiert so überzeugend für zusammenhängende Urwälder mit Totholz und gegen Monokulturen mit aufgeräumtem Boden, dass das Gericht die geplanten Abholzungen aussetzt. Später wird diese einstweilige Verfügung aber von einer anderen Instanz aufgehoben, sodass die Rodungen zur großen Enttäuschung Patricias und ihres Lebensgefährten Dennis dennoch stattfinden. Videoaufnahmen von den Blockaden, bei denen Mimi und Douglas verletzt werden, bestätigen die Wissenschaftler in ihrer Meinung, dass der Schutz der Bäume vor Ort nicht funktioniert und auch nie funktionieren wird. Patricia sieht die Vergeblichkeit der Proteste gegen den Wachstumswahn der Menschen und gründet so etwas wie eine Arche, ein Konsortium aus vier Universitäten, unter dem Namen Globales Gen-Archiv zur Erhaltung der Artenvielfalt der Pflanzen. In dieser Samenbank mit Körnern von vielen Baumarten der ganzen Welt, die Jahrtausende überdauern können, sollen die Pflanzen für die Zukunft aufbewahrt werden.
2. Olivia und Nicholas bilden das erste Aktivistenpaar:
Olivia überlebt den Stromunfall und hat eine Nahtoderfahrung, in deren Folge sie ihr Leben radikal ändert: Sie bricht ihr Studium ab, hört mit dem Drogenkonsum auf und fährt mit dem Auto westwärts. Auf einem Fernseher in einem Einkaufszentrum sieht sie eine Reportage über Umweltaktivisten in Kalifornien und beschließt, den Geisterstimmen des von ihr erlebten Zwischenreiches zu folgen und dorthin zu reisen. Unterwegs, auf einer Straße in Iowa, fällt ihr der Kastanienbaum von Nicholas Hoels Farm auf und sie hält an. Sie lernt Nicholas kennen, der ihr seine Gemälde schenken will und den langsam absterbenden Familienbaum zeigt. Seine Verwandten haben die Farm aus wirtschaftlichen Gründen verkauft und er ist gerade dabei, den Betrieb aufzulösen. Er hat noch keinen Zukunftsplan und begleitet Olivia in Richtung Kalifornien. Dort schließen sich beide einer Gruppe Aktivisten der Bewegung Life Defense Force an, die spartanisch im Wald leben. Mit medienwirksamen Protestaktionen wollen sie auf die Naturzerstörung aufmerksam machen, insbesondere auf die profitgetriebene Fällung von Mammutbäumen durch die Firma Humboldt Timber. Im Rahmen dieses Protests verschanzen sich Olivia und Nicholas – mit den Decknamen Mädchenhaar und Wächter – in der Krone eines tausendjährigen Mammutbaums, genannt Mima, und bleiben dort wegen fehlender Ablösung fast ein Jahr. Die Rodung der Bäume in dem umgebenden Wald können sie dadurch aber nicht verhindern.
Nach zehn Monaten in 60 Metern Höhe und kurz vor der erzwungenen Aufgabe der Besetzung kommt Adam zu ihnen hochgeklettert. Er absolviert nach seinem Psychologiestudium am Fortuna College in Nordkalifornien einen Graduiertenstudiengang für Sozialpsychologie in Santa Cruz  und erarbeitet für seine Promotion mit dem Thema Identitätsbildung und klassische Persönlichkeitsmerkmale bei Pflanzenrechtsaktivisten eine Studie über die „Verirrungen des Idealismus“. Dazu interviewt er 250 Umweltaktivisten an der Lost Coast (NW-Küste von Kalifornien), um ihre Persönlichkeitsprofile zu erstellen. In diesem Zusammenhang besucht er die Baumbesetzer Olivia und Nick. Im Anblick der Gewalt der Natur zweifelt er am Sinn seiner Untersuchung und erlebt mit den beiden die Aufgabe der Aktion. Durch einen Polizeihubschrauber, der ganz dicht an den Baum fliegt und dadurch Wind und erhebliches Schwanken verursacht, werden die drei dazu gezwungen, den Baum zu verlassen und sitzen dann fünf Tage in Untersuchungshaft. Anschließend wertet Adam in Santa Cruz seine Erhebung aus, bevor er in den Norden zurückkehrt.
3. Zeitlich parallel dazu agiert das zweite Aktivistenpaar Mimi und Douglas von Portland aus.
Mimi hat als Ingenieurin für Keramikformguss Karriere gemacht und einen Posten in der Zentrale in Portland (Oregon) erhalten. Sie verdient gut und lebt als Single in wechselnden kurzen internationalen Beziehungen. Von ihrem Großraumbüro aus hat sie einen erholsamen Blick auf eine Kieferngruppe. Eines Tages entdeckt sie, dass diese Bäume angeblich wegen Brandgefahr gefällt werden sollen und eine Bürgerversammlung dies verhindern will.
Hier tritt Douglas in die Handlung ein. Nachdem er 50.000 Setzlinge gepflanzt hat, feiert er dies in Kneipen Portlands und wird Zeuge der nächtlichen Abholzung, mit der die Behörde der angekündigten Protestaktion zuvorkommt. Douglas wird bei seinem Versuch, die Bäume zu beschützen, verhaftet. Als Strafe für seine Ruhestörung muss er in gemeinnütziger Arbeit Eschen pflanzen. Am Schauplatz der Rodung lernt er beim gemeinsamen Betrachten der Baumstümpfe zufällig Mimi kennen. Zusammen beschließen sie, nach Kalifornien zu fahren und sich einer Demonstration gegen maschinelle Baumrodungen in einem Staatsforst anzuschließen. Die Blockade wird von der Behörde aufgelöst und die beiden kommen vorübergehend in Haft. Bei einer weiteren Aktion im Waldgebiet im westlichen Kaskadengebirge, bei der sie sich als Wochenendaktivisten an Bäumen anketten, setzt die Polizei zielgerichtet Pfefferspray ein und Douglas wird von Polizei und Holzfällern verletzt. Nach einer im Fernsehen gesendeten Besetzung des Hauptsitzes einer Holzfirma werden beide erneut verhaftet und Mimi verliert wegen ihrer Beteiligung an der illegalen Besetzung ihre Arbeitsstelle.
4. Adam reist wieder zurück in die Wälder im Nordwesten und schließt sich als „Professor Ahorn“ den etwa 100 meist jungen Aktivisten an, um zu erfahren, wie weit der Widerstand der Baumschützer geht. Im Fort Lincoln Log der Freien Bioregion Kaskadien trifft er u. a. auf Olivia, Nick, Douglas und Mimi (genannt Maulbeere). Die einst friedlichen Demonstranten wirken auf ihn nach der Niederlage bei der Baumbesetzung und der Rodung des gesamten Areals radikalisiert. Adam hilft beim Aufbau des mit Wall und Graben befestigten Camps. Journalisten und Kongressabgeordnete besuchen die Demonstranten und versprechen, den Protest gegen wiederholte Notverkäufe insbesondere durch Brandstiftung beschädigter Staatswälder in Washington vorzutragen. Die Polizei löst das Camp gewaltsam auf, wodurch manche Besetzer teils schwer verletzt werden, z. B. Douglas und Mimi im Gesicht. Als Rache für die Übergriffe planen die fünf vom Krankenbett Mimis aus Brandanschläge, zuerst im Willamette Nationalwald auf einen Maschinenschuppen, dann auf ein Sägewerk bei Solace, Kalifornien. Gemeinsam beschließen sie mit einem letzten großen Signal gegen Waldrodungen zu protestieren. Nachdem sie davon erfahren haben, dass die Forstbehörde in mehreren US-Bundesstaaten Staatswald an private Spekulanten und Investoren verpachtet, reisen sie in die Bitterroot Mountains in Idaho zu der Baustelle einer Ferienhausanlage in Stormcastle. Während sie nachts die Brandsätze mit elektrischem Zeitzünder platzieren, explodiert ein Brandsatz vorzeitig, wodurch Olivia tödlich verletzt wird.
Zu Beginn des dritten Teils erfährt der Leser, dass Adam, Nicholas, Douglas und Mimi nach dem misslungenen Anschlag Olivias Körper verbrennen. Dann flüchten sie mit dem Auto. Sie sind durch die Verhaftungen der Polizei als Aktivisten bekannt und wissen, dass man auch nach ihnen suchen wird. Deshalb verwischen sie alle Spuren und trennen sich, um die Gefahr ihrer Ergreifung zu minimieren. Die Leiche Olivias wird gefunden, aber man kann sie nicht identifizieren und die Nachforschungen werden eingestellt.
Die Geschichten der anderen Protagonisten der „Wurzeln“ werden in getrennten Handlungssträngen erzählt.
5. Der querschnittgelähmte Neelay führt in Redwood City, dann in Palo Alto eine kleine Firma namens Sempervirens, die sein, dem Second Life ähnliches, Parallelwelt-Spiel Mastery entwickelt und mit großem Erfolg veröffentlicht. Die Firma bringt mehrere Nachfolger des Spiels auf den Markt, sodass sie erheblich an Wert gewinnt und Neelay immer vermögender wird. Sein gelähmter Körper verfällt allerdings zunehmend, er erleidet Knochenbrüche und arbeitet von einem Bett in seinem Büro aus. Von dort aus gibt er seinen Mitarbeitern Anweisungen, z. B. für Mastery 8. Sein ehrgeiziges Ziel ist es, den Spielern online ein Leben in einer virtuelle Natur zu bieten, das viel reichhaltiger sein soll als ihr Offline- bzw. reales Leben, aber er bedauert zunehmend seine Isolation, und das seiner Spieler, von der realen Umwelt.
6. Die Beziehung zwischen Ray und Dorothy hat sich verändert, was auch ihr Theaterspiel Wer hat Angst vor Virginia Woolf? symbolisiert. Es ist ihr letzter gemeinsamer Auftritt auf der Bühne und sie pflanzen am Hochzeitstag auch keine Bäume mehr. Ein wichtiger Grund für die Entfremdung ist ihre Kinderlosigkeit und der Streit nach einer erfolglosen künstlichen Befruchtung um eine Adoption. Trotzdem bleiben sie zusammen, v. a. im gemeinsamen, aber getrennten Lesen. Dorothy findet darin eine Ersatzbefriedigung im Eintauchen in weibliche Seelen der Heldinnen. Zum Bruch kommt es, als sie eine sexuelle Affäre mit ihrer Teilnahme an Chorproben tarnt und er die Wahrheit ahnt. Als ihr die Vergeblichkeit ihres Versteckspiels klar wird, will sie die Ehe beenden, darauf erleidet er einen Schlaganfall und kommt ins Krankenhaus, wo ihm ein Teil seines Gehirns entfernt werden muss.

### Krone
Die einzelnen im zweiten Teil miteinander verbundenen Handlungsstränge werden wieder, wie im ersten Teil, personell getrennt, jedoch durch die Lektüre von Patricias Buch Der geheime Wald thematisch zusammengehalten. Die Handlungen der acht Protagonisten erstrecken sich über ca. zwanzig Jahre. Einige Ereignisse lassen sich auf das neue Jahrtausend 2000 datieren, Ray und Dorothy erleben am Fernseher den Terroranschlag auf das World Trade Center am 11. September 2001. Zehn Jahre später treffen sich Adam und Douglas zufällig in der Nähe des Katastrophenplatzes in Manhattan. Die Folgen des Anschlags auf das Ferienzentrum bestimmen das Leben der Protagonisten.
1. Douglas und Adam werden verhaftet.
Douglas träumt nach dem Unfall immer wieder von seinen Freunden und hört „Mädchenhaars“ Prophezeiungen. Er sucht mehrmals die Verbindung zu Mimi, doch sie weist ihn aus Angst vor Ermittlungen zurück und verschwindet spurlos aus der Stadt. Er gibt seine Arbeit in einem Baumarkt auf und fährt ziellos durch die Gegend. Bei einem Besuch Stormcastles sieht er, dass an der Freizeitanlage intensiv weitergebaut wird und ihre Aktion folgenlos blieb. Dann lebt er zehn Jahre als Aufseher und Touristenführer in einer Hütte der Forstverwaltung in einem Gebirge in Montana und schreibt seine Aktivistenerlebnisse mit den Anschlägen auf. Bei einem Rundgang rutscht er an einem stark verschneiten steilen Berghang zwanzig Meter ab und eine Fichte bewahrt ihn vor dem tödlichen Absturz. Diese Geschichte erzählt er jahrelang den Touristen. Zwei Monate nachdem er der Wanderin Alena für eine Nacht Unterschlupf gewährt hat, wird seine Hütte von der Polizei durchsucht und seine belastenden Aufzeichnungen werden gefunden. Das FBI schließt mit ihm einen Deal ab: Er bekommt sieben Jahre Gefängnis mit Bewährung nach dem zweiten Jahr, wenn er Hinweise gibt zur Ergreifung seiner früheren Komplizen. Ein Resultat dieser Zusammenarbeit ist die Verhaftung Adams, nachdem die beiden sich in New York City begegnet sind.
Adam, kehrt nach Santa Cruz zurück, wertet seine Untersuchungen aus und wird fünf Jahre später außerplanmäßiger Professor an der Ohio State University in Columbus. In seinem ersten Eigenheim erfährt er aus den Nachrichten von einem Bombenanschlag auf ein Forschungslabor im Bundesstaat Washington, das an der Entwicklung genmanipulierter Pappeln arbeitet, und liest auf einer Wand am Tatort den Slogan „Herrschaft tötet, Gemeinschaft heilt“, es ist der Spruch seine Aktivistenkollegen und er überlegt, ob einer seiner Gefährten dafür verantwortlich ist und er fürchtet, dass weiterhin nach seiner Gruppe gesucht wird und dass man ihn eines Tages finden wird.
Zehn Jahre nach dem Anschlag auf das World Trade Center beobachtet Adam im Zuccotti Park, Lower Manhattan, ein Occupy-Wall-Street-Demonstranten-Camp und trifft dort zufällig Douglas. Während Adam als Professor für Psychologie an der Universität lehrt, als anerkannter mit Preisen dekorierter Wissenschaftler zu Konferenzen im ganzen Land herumreist und Vorträge hält, inzwischen mit einer Frau, die Lebenshilferatgeber schreibt, verheiratet ist und mit ihr den fünfjährigen Sohn Charlie hat, ist Douglas arbeitslos und besucht angeblich Freunde in der Stadt. Sie sprechen über die Zeit ihrer Anschläge, über deren Erfolglosigkeit, über Olivias Tod und die Frage, warum Adam damals keinen Versuch unternommen hat, Hilfe zu holen, auch wenn diese Bemühung sie vermutlich nicht gerettet hätte. Douglas ist bei diesem Punkt immer noch auf ihn wütend. Kurz nach ihrer Begegnung wird Adam vom FBI am Ende einer Vorlesung vor Studenten wegen Mordverdachts verhaftet. Seine Frau Lois organisiert die Verteidigung und erreicht, dass Adam vorübergehend mit einer elektronischen Fußfessel in Hausarrest leben darf. Sie versucht ihn zur Kooperation mit der Polizei zu bewegen, um die Strafe zu reduzieren. Aber er weigert sich, seine Mitkämpfer zu verraten. Ein Gericht spricht ihn der Brandstiftung und des Totschlags schuldig und verurteilt ihn zu zweimal 70 Jahren Gefängnis. Er nimmt die Strafe an und erkennt, dass er sein Leben mit „hoffnungsloser Hoffnung“ verbracht hat.
2.Nicholas und Mimi tauchen unter.
Nicholas kehrt zum Ort seiner und Olivias Mammutbaumbesetzung, zu Mimas Stumpf, zurück und lebt eine Zeitlang in einer Blockhütte am Fuße der abgeholzten Berge, ehe diese nach Regenfällen durch einen rodungsbedingten Hangrutsch zerstört wird und er nur knapp dem Tod entgeht. In Bellevue, Washington, arbeitet er dann im Akkord als Gabelstaplerfahrer und Regalauffüller in einem Auslieferungslager für Bücher. Nachts sprayt er gesellschaftskritische Bilder an kahle Mauern in der Stadt mit Slogans, die sich für den Erhalt von Bäumen aussprechen. Später kehrt er kurzzeitig auf seine frühere, jetzt verwahrloste und unbewohnte Farm in Iowa zurück und gräbt einige Kisten mit seinen Baumbilder und den Fotografien vom wachsenden Kastanienbaum, die er vor der Abreise mit Olivia im Garten vergraben hat, aus und nimmt sie als Erinnerungsstücke mit in den Nordwesten.
Mimi verkauft ihr Haus und taucht unter, weil sie an der großen Narbe im Gesicht erkannt werden könnte. In San Francisco lässt sie in einer Arts Gallery in Chinatown die von ihrem Vater geerbte alte chinesische Bildrolle mit den buddhistischen Arhats, die sie in ihrem Büro achtlos an die Wand gepinnt hatte, schätzen, erfährt deren großen Wert und verkauft sie nach Rücksprache mit ihren Schwestern. Mit ihrem Anteil an dem Erlös kann sie ihr weiteres Leben finanzieren. Fünf Jahre später macht sie an der Universität in San Francisco eine Ausbildung zur Traumatherapeutin und psychologischen Beraterin und behandelt dann unter dem Namen Judith Hanson in ihrer Praxis reiche Patienten: schweigend und mit stundenlangem intensivem Blickkontakt, um den Kern ihrer Persönlichkeitsstörung zu erkennen. Als sie in der Zeitung einen Bericht über einen Anschlag auf den Maschinenschuppen eines Holzlagers auf der Olympic-Halbinsel im Staat Washington liest, bei dem der Attentäter ihren Slogan „Herrschaft tötet, Gemeinschaft heilt“  zurückgelassen hat, befürchtet sie weitere Nachforschungen, denn sie wird in drei Staaten polizeilich gesucht, und versteckt ihre Identität. Sie ist eine der vielen Zuhörer von Patricias Vortrag und erlebt deren versuchte Selbsttötung.
Die anderen Protagonisten setzen ihre persönliche Entwicklung zu einem erweiterten ökologischen Bewusstsein aus dem zweiten Teil fort.
3. Neelay taucht immer tiefer in seine zweite Welt ein und erfährt darin von einem anderen Mastery-Spieler, dass dieser das Leben in dem Spiel schlimmer findet als das reale Leben, weil stets, nachdem man sich im Spiel etwas aufgebaut habe, jemand anders kommen und alles kaputt machen könne. Daraufhin und nachdem er das Buch Der geheime Wald gelesen hat, möchte er die Ausrichtung ändern. Nicht mehr die grenzenlose Weiterentwicklung und Bereicherung durch das Finden neuer Bodenschätze und Technologien, die Entdeckung neuer Kontinente oder die Wiederauferstehung von Lebewesen von den Toten sollen im Vordergrund stehen, sondern die Begrenztheit der Ressourcen, die den Spielern zur Verfügung stehen, auch mit Blick auf Umweltfreundlichkeit. Seine Mitarbeiter sind davon nicht begeistert, weil sie die Erwartungen der Spieler kennen und Umsatzeinbußen befürchten, aber er bastelt weiter an seinem Projekt der Erderkundung und der Ideensammlung, wie man die Natur erhalten kann. Patricias Buch über die Erneuerung des Waldes ist seine Leitlinie, er hört ihrem Vortrag in San Francisco zu und versucht sie durch Zurufe von ihrem Selbstmord abhalten. Ob er dabei Erfolg hat, bleibt im Buch offen.
4. Dorothy pflegt ihren Mann Ray, der wegen des Schlaganfalls gelähmt ist und kaum sprechen kann, tagsüber zu Hause und liest ihm Romane der Weltliteratur vor, u. a. Tolstois Krieg und Frieden mit einer Situation der ihren ähnlich (Andrej Bolkonski und Natascha Rostow). Dann beginnt ihr Parallelleben: Jeden Abend besucht sie ihren Geliebten Alan, einen Geigenbauer. Als dieser von ihr die Entscheidung fordert, sich scheiden zu lassen und ihn zu heiraten, beendet sie die Beziehung, denn sie kann den hilflosen Ray nicht allein lassen. Sie lässt sich nun ganz auf ihre Situation ein und interessiert sich für die Bäume ihres Gartens, bestimmt die verschiedenen Arten mit Hilfe von Büchern und fördert dadurch das Lebensinteresse ihres Mannes, der geistig etwas regeneriert und sich sprachlich besser artikulieren kann. Ihre neue Lebensstufe findet sie bestätigt in Patricias Buch Der geheime Wald, aus dem sie Ray vorliest. Die beiden lassen jetzt den Garten ihres Hauses – sehr zum Ärger von Nachbarn und der Stadtverwaltung – verwildern und führen damit ein privates Waldrenaturierungsprojekt durch.
5. Patricia geht ihren eigenen Weg konsequent zu Ende: Mittlerweile im Rentenalter, schreibt sei ihr letztes Buch Die neue Metamorphose, hält Vorträge über den Klimawandel und die Rodung der alten Wälder in der ganzen Welt und sammelt Spenden für ihre Arbeit. So kann sie um die ganze Erde reisen, obwohl sie dadurch Treibhausgase mitverursacht, und Samen von Pflanzen, v. a. den vom Aussterben bedrohten, sammeln, die in einem Bunker in Colorado gefroren gelagert werden. In Machadinho d’Oeste im brasilianischen Amazonas-Urwald erfährt sie von Umweltschützern, dass die Abnehmer des von Holzdieben gefällten Holzes vor allem aus den USA kommen. Sie ist sich bewusst, dass ihre Sammlung nur einen kleinen Bruchteil der Vielzahl der Arten rettet, die jährlich verschwinden, und sie fragt sich, wer in ferner Zukunft ihre Samen in die Erde setzen wird und ob die daraus sprießenden Pflanzen ohne die derzeitigen vielfältigen Vernetzungen lebensfähig sein werden. Jahre später, Dennis ist inzwischen gestorben, erklärt sie die Welt der Bäume, die den Menschen von ihnen nicht verstandene Botschaften senden.
Während sie in einer Blockhütte der Forschungsstation in den Great-Smoky-Mountains in den Appalachen wohnt, bekommt sie eine Einladung zu einer Konferenz in San Francisco mit vielen prominenten Teilnehmern zum Thema „Reparieren wir unser Haus:  Maßnahmen in einer wärmeren Welt“. Sie hält dort einen Vortrag, den auch Mimi und Neelay mit anhören, über den alarmierenden Zustand der Erdatmosphäre und der Notwendigkeit, die Bäume zu erhalten, denn sie hätten wie die Menschen ein Gedächtnis und ein Bewusstsein. Das Konferenzthema beantwortet sie aus dem Blickwinkel eines Baumes: dem des sogenannten Selbstmordbaumes Tachigali visicolor, der nur einmal blüht und abstirbt, um seinen Sämlingen Platz zu machen, ihnen ein Loch im Dach des Waldes zu öffnen und mit dem verrottenden Stamm Nährboden zu schaffen. Sie plant, am Schluss ein Glas mit Baumextrakten zu trinken und sich damit zu töten. Ob sie diesen Schritt vollzieht, oder ob sie das Glas ausschüttet, bleibt offen – im Buch werden beide möglichen Ausgänge beschrieben.

### Samen
Im vierten Teil ziehen sich die meisten Protagonisten aus dem realen Leben zurück, nur Nicholas verkündet mit seinen Installationen seine „Dennoch“-Botschaft.
Adam akzeptiert seine Strafe und fürchtet sich nur vor der langen Zeit der Haft. Aber vielleicht, überlegt er, ist das Gefängnis eine Zuflucht vor der Strafe, die der Außenwelt blüht.
Douglas macht in seiner Gefängniszelle einen Audiokurs über die Dendrologie. Schwer lastet auf ihm das Schuldgefühl, Adam verraten zu haben.
Mimi lebt seit Jahren in San Francisco unter einem falschen Namen. Als sie von Adams Verurteilung erfährt, fühlt sie sich mitschuldig, nimmt jedoch Douglas und Adams Geschenk an, sie nicht verraten zu haben. Im Internet recherchiert sie nach Aktionen der Umweltschützer und entdeckt u. a. an einer Performance mit den Figuren ihrer Arhats die Handschrift von Nick. Am Ende der Romanhandlung zieht sie im Mission Dolores Park ihren Jadering vom Finger und fühlt dies als Befreiung. An einen Kiefernstamm gelehnt hat sie eine Erleuchtung im Sinne Buddhas, dass das Leben in einer Vernetzung mit Luft und Erde weitergeht in einer ständigen Wandlung und dass man nicht aufgeben darf, sich aber vervielfältigen muss. Am nächsten Morgen findet sie ein Polizist bewegungslos und stumm unter dem Baum sitzend.
Während die Brinkmans gegen die Stadtbehörden um die Erhaltung ihres Wildgartens kämpfen, stirbt Ray, und Dorothy hat den Wunsch, ihm bald nachzufolgen, vielleicht nach dem Vorbild von Ovids Philemon und Baucis.
Neelay hat mit Kollegen ein neues Spiel entwickelt und auf den Markt gebracht, dessen Ziel es ist herauszufinden, „wie groß das Leben ist, wie sehr alles mit allem verbunden und was für Möglichkeiten es für ein Ende des Selbstmords geben kann.“  Die Spieler haben die Aufgabe, weltweit alle Informationen zusammentragen, um Ideen für die Erhaltung des Lebens kreativ zu entwickeln.
Nicholas lebt in der Natur, baut im Wald große Gebilde aus entwurzelten Baumstämmen und anderen Naturmaterialien, filmt sie und veröffentlicht die Clips im Internet. Eine Performance sieht Mimi und erkennt daran den Künstler: ein riesiger stoffgenähter Mammutbaum wird von Gestalten, die wie die Arhats auf ihrer chinesischen Bilderrolle aussehen, in Brand gesteckt. Seinen Aktionen schließen sich andere Menschen an. Nahe der Tundra schreiben sie mit Baumstämmen das Wort „DENNOCH“ auf den Boden.

## Rezeption

### Kritik
Zu den lobenden Kritiken gehört etwa die von Volker Weidermann im Literatur Spiegel. Er befand den Roman als ein „Buch von ungeheurer Sanftmut, Klugheit und Schönheit“. Man merke dem Roman das Besondere an Powers an, nämlich „die Kombination aus umfassendem Wissen und der Gabe, loslassen zu können“, der Autor sei „offenbar auf dem letzten Stand der Forstforschung, Waldbiologie.“ Im WDR 2 hob die Literaturkritikerin Christine Westermann es an dem Roman als besonders und wertvoll hervor, dass er „ein hohes Maß an Freundlichkeit“ atme und „nicht belehren, nicht indoktrinieren“ wolle. Zwar habe das Werk „erhebliche Längen“, „manchmal zuviel“ Pathos und sei teilweise „mittendrin“ im Kitsch, aber das könne man als Leser gut aushalten. Denn es sei „faszinierend“, wie der Autor die Natur lebendig machen und mit dem Roman belegen könne, „dass wir verloren sind, wenn wir die Bäume vernichten.“ Ähnlich die Meinung des Kritikers im britischen Magazin New Scientist: Es handele sich um einen Roman, dem es auf spannende und berührende Weise gelinge, die Natur sowohl zu feiern als auch ihretwegen zu warnen. Das Wundern über die Natur und eine außerordentliche Tiefe an ökologischem Einblick ergäben zusammen einen profunden, dringenden Roman.
In der New York Times befand die Schriftstellerin Barbara Kingsolver den Roman als „reizvoll choreografiert“ und als „monumental“. Er schaffe, was wenige lebende Schriftsteller versucht hätten, und ziehe die Leser mit dem Herzen zuerst in eine Perspektive, die so viel langlebiger und tiefer entwickelt sei als der menschliche Aufgabenbereich, dass „wir flüchtige Einblicke in eine enorme, ursprüngliche Empfindsamkeit erhalten, während wir unsere eigene Art nach und nach kleiner werden sehen.“
Bei Spiegel online war die Kritikerin Anne Haeming weniger überzeugt. „Am unbegreiflichsten“ sei, dass Powers „eine Aktivismus-Story von Gestern, von den Redwood-Naturschützern, die schon in den Achtzigern Bäume besetzten“ und „die in seinem Heute nur noch privaten Zwist austragen“, erzähle. Powers scheitere an dieser „Nostalgie“, welche „bizarr“ wirke „angesichts der omnipräsenten Naturzerstörung in Nord- und Südamerika“. Auch Publishers Weekly urteilte tendenziell negativ: Das Werk sei „ein leidenschaftlicher, aber unbefriedigender Lobgesang auf das Wunder von Bäumen.“ Die wenigsten der ernsthaftesten Figuren würden aufleben. „Während der Roman vor Menschen, Informationen und Ideen nur so wimmelt, wirkt er seltsam öde.“

### Auszeichnungen
- 2019: Pulitzer-Preis für Belletristik
- 2018: Nominiert (Shortlist) als bester Roman für den Man Booker Prize
- November 2018: Platz 4 in der SWR-Bestenliste
- 2020: Premio Gregor von Rezzori (für die Übersetzung ins Italienische als Il sussurro del mondo)

## Ausgaben
Englische Originalausgabe:
- The Overstory. W. W. Norton & Company, New York 2018, ISBN 978-0-393-63552-2

Deutsche Übersetzung:
- Die Wurzeln des Lebens. S. Fischer Verlag, Frankfurt am Main 2018, ISBN 978-3-10-397372-3, deutsche Übersetzung von Gabriele Kempf-Allié und Manfred Allié

## Rezensionen
- Volker Weidermann: Tolstoi für Hippies, in: Literatur Spiegel, November 2018, S. 3
- Anne Haeming: Zwischen Kitsch und Borke, in: Spiegel online vom 6. Okt. 2018
- Johannes Kaiser: Im Bann des Waldes, in: Deutschlandfunk Kultur vom 27. Okt. 2018
- Christoph Schröder: Bäume sind bessere Menschen, in: Die Zeit Nr. 51/2018, auch online bei Zeit online
- Brigitte Neumann: Der Mensch macht sich die Erde untertan – und stirbt daran, in: Deutschlandfunk vom 18. Nov. 2018
- Katja Weise: Von Bäumen und Menschen, in: NDR Kultur vom 11. Okt. 2018
- Christine Westermann: Richard Powers – Die Wurzeln des Lebens, in: WDR 2 vom 18. Nov. 2018
- Martin Ebel: Auf dem Holzweg, in: Tages-Anzeiger vom 29. Okt. 2018
- Lotta Suter: Alles geht vergoldet zugrunde, in: WOZ Die Wochenzeitung Nr. 43/2018
- Richard Powers' neuer Roman: Nie wieder „baumblind“!, in: kurier.at vom 20. Okt. 2018
- Carmen Eller: «Ich fand Bäume schön, nahm sie aber nie ernst.» Nun denkt Richard Powers anders, in: NZZ vom 8. Jan. 2019